# Формозов, Александр Николаевич
Алекса́ндр Никола́евич Формо́зов (1 (13) февраля 1899 Нижний Новгород — 22 декабря 1973, Москва) — советский зоолог, биогеограф, эколог и художник-анималист. Мастер экологического анализа взаимосвязей между животными и природной средой. Доктор биологических наук (1935), профессор (1935).

## Биография
Родился 1 (13) февраля 1899 года в городе Нижний Новгород в семье Николая Елпидифоровича Формозова (1871—1928) и Елизаветы Фёдоровны (урождённой Фёдоровой).
Его отец был родом из Арзамаса, окончил семинарию в Нижнем Новгороде, после чего служил в этом городе в ряде учреждений. Сотрудничал в газете «Волгарь» и в «Нижегородской земской газете». Был страстным охотником. От него Александр Николаевич унаследовал любовь к природе и, вероятно, стремление выразить впечатления от своих встреч с нею в художественных очерках.
В 1909—1917 годах учился в Нижегородской мужской гимназии.
В 1917—1918 учился на химическом отделении Варшавского политехнического института, эвакуированного в Нижний Новгород. Летом 1917 и 1918 годов подрабатывал на брандвахте, картировавшей русло Северной Двины и Волги выше Нижнего Новгорода.
В 1919—1920 служил в Красной Армии, во время гражданской войны был на Южном фронте, попал в плен во время Мамонтовского прорыва. Заболел возвратным тифом, брошен отступающей деникинской армией на станции Белая Калитва. Умирающим спасён семьёй Губаревых с хутора Синегорского от верной смерти. Служил чертёжником в штабе армии Уборевича. Демобилизован до окончания гражданской войны, как «сотрудник транспорта».
После этого учился на биологическом отделении Нижегородского университета.
В 1925 году окончил естественное отделение Московского университета.
В 1926 и 1928 годах принимал участие в экспедициях Академии наук СССР в Монголию и на Дальний Восток в качестве члена зоологического отряда.
В 1929 окончил аспирантуру Института зоологии МГУ.
В 1929—1930 годах — доцент Института прикладной зоологии и фитопатологии в Ленинграде.
В 1930—1956 — в МГУ (с 1930 — доцент, с 1935 — профессор; докторская степень присуждена без защиты диссертации).
В 1930—1934 также доцент Всесоюзного зоотехнического института пушно-мехового и охотничьего хозяйства.
В 1931—1932 — заведующий сектором в НИИ птицеводства и птицепромышленности; в 1932—1935 — заведующий научной частью, заместитель директора, консультант ВНИИ пушно-мехового и охотничьего хозяйства.
В годы Великой Отечественной войны Формозов занимался решением, обострившейся в военное время, проблемы предупреждения заразных заболеваний и эпидемий, проводя исследования экологии грызунов — переносчиков опасных инфекций применительно к местам формирования войсковых контингентов.
C 16 марта 1945 года начал работать в Институте географии АН СССР, по приглашению директора академика А. А. Григорьева. Там в 1946 году организовал Отдел биогеографии, ставший затем лабораторией в институте.
4 ноября 1947 года по предложению декана биологического факультета С. Д. Юдинцева Формозов выступил на дискуссии о внутривидовой борьбе (единственной официальной попытке в послевоенные годы поставить под сомнение теории Т. Д. Лысенко). На ней А. Н. Формозов сделал доклад «Наблюдения за внутривидовой борьбой за существование у позвоночных». Два других доклада принадлежали акад. И. И. Шмальгаузену и проф. Д. А. Сабинину. Резолюцию учёного совета по результатам дискуссии с подписями всех его членов планировали послать в «Литературную газету». Однако сначала газета «Социалистическое земледелие» сообщила о сборище реакционной профессуры. Потом «Литературная газета» предложила опубликовать резолюцию дискуссии только за тремя подписями докладчиков, а рядом опубликовала в пять раз большую по объёму статью лысенковцев. А меньше чем через год состоялась августовская сессия ВАСХНИЛ, которая ознаменовала полную победу Т. Д. Лысенко и его сторонников. С Биологического факультета МГУ были уволены декан С. Д. Юдинцев, И. И. Шмальгаузен, Д. А. Сабинин. Формозов был выведен из учёного совета факультета, из членов редколлегии «Зоологического журнала», из учёного совета Института охотничьего промысла.
В 1955 году подписал «Письмо трёхсот», ставшее причиной отставки Лысенко с поста президента ВАСХНИЛ.
В 1956 году совершил двухмесячную поездку на 18 Международный географический конгресс (9-18 августа, Рио-де-Жанейро), прочитал доклад на французском языке, совершил экскурсию по Бразилии, привёз в СССР коллекцию из 125 видов птиц и 12-15 млекопитающих.
Был приглашён на 16 Международный зоологический конгресс (1963, Вашингтон) и на 20 Международный географический конгресс, как председатель биогеографической сессии, (1964, Лондон), однако в поездках было отказано.
20 ноября 1962 года вышел на пенсию, но продолжил работу на должности старшего научного сотрудника и консультанта в Лаборатории биогеографии ИГ АН СССР.
В августе 1967 года участвовал в работе 8 международного конгресса по изучению биологии охотничье-промысловых животных (Хельсинки), но не смог сделать доклад из-за гипертонического криза.
Ученики А. Н. Формозова, защитившие у него дипломные работы и кандидатские диссертации: Р. П. Зимина, И. В. Зильберминц, К. С. Ходашова, Ю. Н. Куражковский, А. М. Чельцов, Т. В. Кошкина, Л. Г. Динесман, К. М. Эфрон, Л. П. Никифоров, Л. А. Гибет, А. Н. Солдатова, Б. Е. Карулин, И. А. Шилов, В. В. Лебедева, Б. А. Голов, Г. Е. Королькова, В. М. Смирин, Ю. А. Дубровский.
Скончался 22 декабря 1973 года. Похоронен на Новодевичьем кладбище в Москве (на художественном надгробии изображён горностай — работа его ученика, биолога и скульптора-анималиста В. М. Смирина).

## Научная работа
Автор работ по зоогеографии Поволжья, Кавказа, степных районов СССР, Монголии, в которых сделал обобщения экологического плана, устанавливающие сложную систему взаимоотношений климата, почв, растительности и животного мира. Рассматривал проблему жизненных или адаптивных форм.
Впервые рассмотрел деятельность позвоночных животных в степных и полупустынных районах и их влияние на особенности почв и растительного покрова степей и показал, что их деятельность — неотъемлемое условие существования более или менее стабильного степного сообщества.
Шкала А. Н. Формозова
В практике экологических исследований в 1930-е годы широкое распространение получила глазомерная оценка урожая плодов и семян на деревьях по шкале В. Г. Каппера (1930), составленной по 6-балльной системе (балл плодоношения) и позже переработанной А. Н. Формозовым (1934):
- 0 — неурожай — шишек, плодов или семян нет;
- 1 — очень плохой урожай — шишки, плоды или семена имеются в небольших количествах на опушках и на единично стоящих деревьях в ничтожном количестве;
- 2 — слабый урожай — довольно удовлетворительное и планомерное плодоношение на свободностоящих деревьях и по опушкам, слабое — в насаждениях;
- 3 — средний урожай — довольно значительное плодоношение на опушках и свободностоящих деревьях и удовлетворительное в средневозрастных и спелых насаждениях;
- 4 — хороший урожай — обильное плодоношение на опушках и свободностоящих деревьях и хорошее в средне-возрастных и спелых насаждениях;
- 5 — очень хороший урожай — обильное плодоношение как на опушках и свободностоящих деревьях, так и в средневозрастных и спелых насаждениях.

Для оценки урожая ягодных кустарников и кустарничков шкала А. Н. Формозова была видоизменена Г. А. Новиковым:
- 0 — неурожай, полное отсутствие ягод;
- 1 — очень плохой урожай, единичные ягоды встречаются на отдельных растениях, ягоды мелкие;
- 2 — слабый урожай, плодоносят немногие растения;
- 3 — средний урожай, местами количество ягод значительно, но на большинстве участков ягод мало или очень мало, хотя плодоносят почти все растения;
- 4 — хороший урожай, участки с большим количеством ягод занимают не менее половины площади ягодников, на остальной площади слабый урожай;
- 5 — очень хороший урожай, повсеместное обильное плодоношение.

Шкала А. Н. Формозова в дальнейшем была преобразована А. Ф. Черкасовым в хозяйственную шкалу, где каждому баллу соответствует урожайность ягод в количественном выражении, кг/га: 1 — 20; 2 — 50; 3 — 100; 4 — 150; 5 — 200—500. Создана также шкала глазомерной комплексной оценки урожая ягод и грибов по баллам плодоношения.

## Семья
- Брат — Николай Николаевич Формозов (1897—1980) — врач-психиатр[12].
- Сестра — Нина Николаевна Формозова (1900—1965)[12]
- Сестра — Галина Николаевна Формозова (1902—1975) — художник-мультипликатор[12]

Первая жена (c 1927) — Любовь Николаевна (в дев. Промптова; 1903—1990), геохимик, сестра орнитолога А. Н. Промптова (1898—1948), после Второй мировой войны жена А. Л. Яншина.
- Сын — Александр (1928—2009) — археолог и историограф, биограф своего отца.

Вторая жена — Варвара Ивановна Осмоловская (1916—1994), зоолог, кандидат биологических наук, дочь И. А. Бонч-Осмоловского
- Дочь — Елизавета (в замужестве Бонч-Осмоловская; род. в 1951) — микробиолог.
- Сын — Николай (род. в 1955) — териолог, эколог, издатель книг своего отца.

## Награды, премии и номинации
- 1952 — Книга «Спутник следопыта» (2-е полное издание, 360 с.) была выдвинута на Сталинскую премию, но рецензент П. А. Мантейфель упомянул, что автор не отказался от вредного учения о внутривидовой борьбе, обвинил в клевете на великий русский народ (цитата из А. С. Пушкина — «мы ленивы и нелюбопытны»), назвал рисунки «любительскими» и рекомендовал от премии воздержаться[13].

## Членство в организациях
- Московское общество испытателей природы — председатель бюро зоологической секции, член президиума и редакционного совета.
- Член редколлегии журнала «Природа».
- Член редколлегии журнала «Охотничьи просторы».
- Член редколлегии журнала «Зоологического журнала» (до 1948 г.).
- Высшая аттестационная комиссия.

## Память
В честь А. Н. Формозова были названы:
- Sciurus vulgaris formosovi Ognev, 1935 — Северная белка или белка Формозова, подвид обыкновенной белки с чисто серой зимней окраской, из севера Восточной Европы (типовое местонахождение — деревня Яковлево Поназыревского района Костромской области, 11 ноября 1930)[14][15].